# Molenfeuer

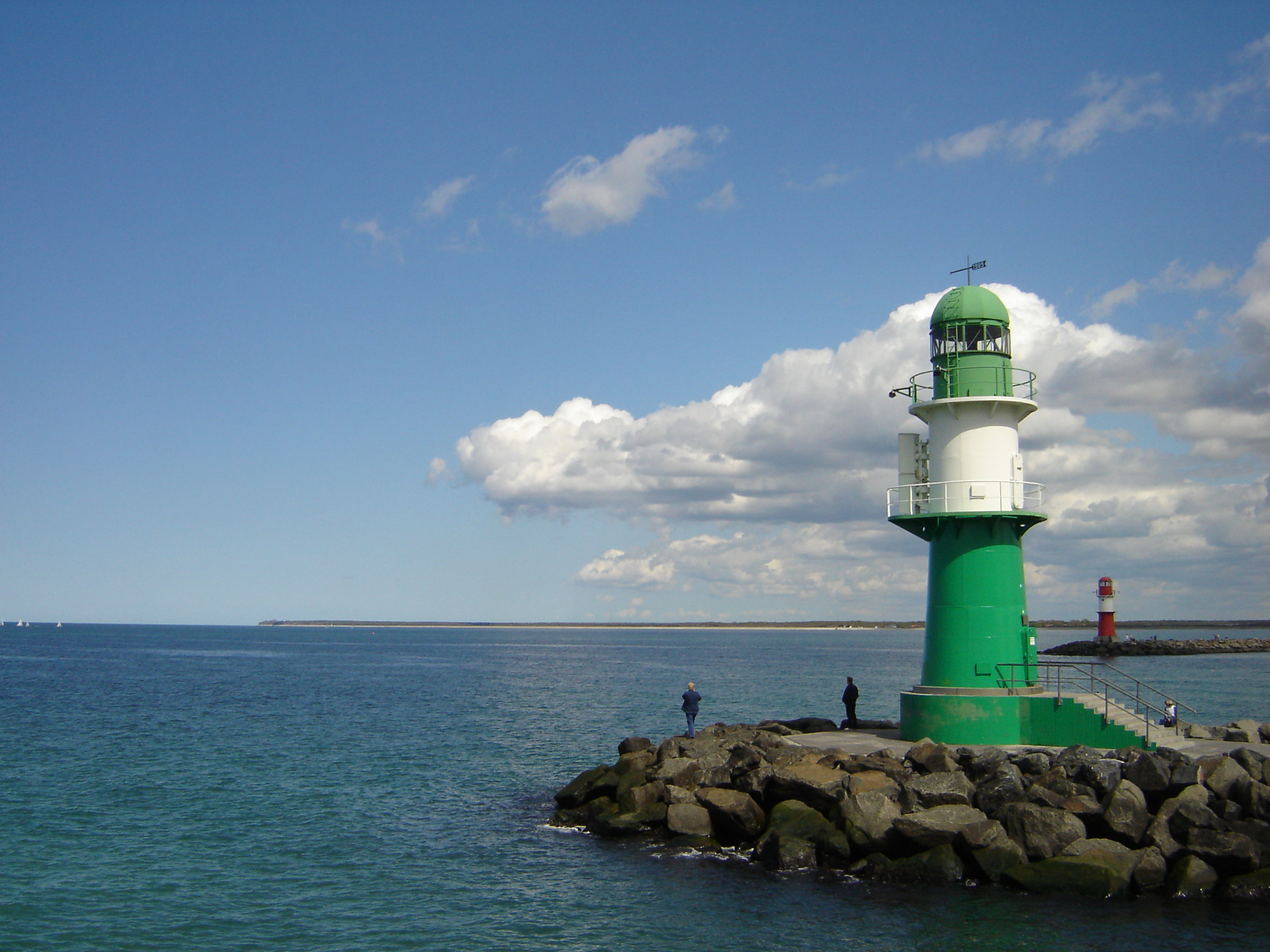
Steuerbord-Molenfeuer des Warnemünder Hafens (im Hintergrund das Molenfeuer backbord)

Molenfeuer oder Einfahrtsfeuer sind Leuchtfeuer am Ende einer Mole (Hafenmauer). Diese Seezeichen kennzeichnen als Lateralzeichen die Einfahrt in einen Hafen oder in eine enge Schiffspassage. Sie sind nach dem internationalen Abkommen IALA rot beziehungsweise grün gefärbt. Sie dienen gleichzeitig als Warnung vor dem künstlichen Bauwerk selbst. Molenfeuer sind Festfeuer oder Blinkfeuer. Bei Häfen mit nur einer ausgedehnten Mole wird auch nur ein Molenfeuer aufgestellt.
In Europa (IALA-Region A) muss bei der Einfahrt in die Engstelle ein vorhandenes rotes Molenfeuer an Backbord liegen, ein vorhandenes grünes an Steuerbord. Sind beide Arten von Molenfeuer vorhanden, so muss zwischen beiden hindurchgefahren werden. Wenn die zwei Molen von See her gesehen hintereinander liegen, erscheinen die Farben „vertauscht“; dann muss parallel zur Küste gefahren werden, bis die Farben auf der „richtigen“ Seite erscheinen.
Ein Molenfeuer kann bei kleineren Häfen aus einem Stahlmast mit Laterne bestehen, der das Ende einer Mole markiert. Die Einfahrt größerer Häfen wird auch mit aufwändiger erstellten Bauwerken für Molenfeuer gesichert. Diese Bauwerke ähneln stärker einem vollwertigen Leuchtturm.